# Tito Caléstrio Tirão Órbio Esperato
Tito Caléstrio Tirão Órbio Esperato (em latim: Titus Calestrius Tiro Orbius Speratus) foi um senador romano nomeado cônsul sufecto no segundo semestre de 122 com Caio Trébio Máximo. 

## Origem
Esperato foi um dos três Titos Caléstrios identificados na primeira metade do século II. Um era o amigo de Plínio, o Jovem, que foi pretor em 93, e o terceiro foi Tito Caléstrio Tirão Júlio Materno, governador da Lícia e Panfília entre 136 e 138, filho de Esperato. O historiador Ronald Syme afirma que o nome "Caléstrio" é de origem etrusca e muito raro, sendo atestado apenas na cidade de Veios, na Itália romana.

## Carreira
A carreira política de Esperato foi reconstituída parcialmente com base numa inscrição grega que seu filho erigiu em Jotapa. O primeiro posto conhecido a ser ocupado por ele foi o de questor na Bitínia e Ponto. Depois, Esperato foi legado do procônsul da Gália Narbonense, tribuno da plebe e pretor. Terminado este último mandanto, Esperato foi nomeado superintendente da Via Valéria, da Via Tiburtina e de uma terceira estrada de nome perdido. Em seguida, ele foi nomeado legado da Legio V Macedonica, que estava estacionada na Síria. Depois disto, Esperato foi governador de duas províncias, a Acaia (111-112) e a Cilícia (113-116).
Depois disto, nada mais se sabe sobre ele além do consulado.